# Margin
Margin eller margen er betegnelsen for den ubeskrevne, yderste del af et trykt ark, rundt om den indholdet. Der findes f.eks. marginer på sider i en bog eller på ark af frimærker. Marginen kan f.eks. bruges til håndskrevne notater (marginalia eller marginalier).

## Eksternt link
- Muhamed Fajkovics speciale Marginalia as Message: Communicative Aspects of Readers' Annotations in Library Books Arkiveret 11. oktober 2014 hos  Wayback Machine

| Bog | Spire Denne artikel om bøger og tidsskrifter er en spire som bør udbygges. Du er velkommen til at hjælpe Wikipedia ved at udvide den. |